# The Silver Lining
The Silver Lining – trzeci album studyjny grupy Earshot.

## Lista utworów
1. Closer – 3:40
2. Don’t Hate Me – 3:51
3. MisSunderstood – 3:31
4. Wasted – 3:41
5. Sometimes – 3:58
6. I Hate You – 3:09
7. More Than I Ever Wanted – 3:22
8. Beside Myself – 4:07
9. Pushing to Shove – 3:46
10. Where The Pain Begins – 4:12
11. Go – 4:45

## Twórcy albumu
- Wil Martin – śpiew, gitara
- Johnny Sprague – gitara basowa
- Travis Arnold – perkusja